# Majapahitsko carstvo
Majapahitsko carstvo (javanski ꦏꦫꦠꦺꦴꦤ꧀ꦩꦗꦥꦲꦶꦠ꧀), Carstvo Majapahit, posljednje je indijanizirano kraljevstvo u Indoneziji, sa sjedištem u istočnoj Javi i postojalo između 13. i 16. stoljeća. Osnivač carstva bio je Vijaya (Raden Wijaya), princ od Singhasarija koji je pobjegao kada je Jayakatwang, vladar Kaḍirija, zauzeo palaču. Godine 1292. mongolske trupe došle su na Javu kako bi se osvetile za uvredu kineskog cara Kublaj-kana od strane Kertanagare, kralja Singhasarija, kojeg je zamijenio Jayakatwang. Vijaya je surađivao s mongolskim trupama u porazu Jayakatwanga. Vijaya se tada okrenuo protiv Mongola i protjerao ih s Jave.
Pod njegovom vladavinom novo kraljevstvo, Majapahit, uspješno je kontroliralo Bali, Maduru, Malayu i Tanjungpuru. Moć Majapahita dosegla je vrhunac sredinom 14. stoljeća pod vodstvom kralja Hayama Wuruka i njegovog premijera Gajaha Iako. Neki su znanstvenici tvrdili da je teritorij Majapahita pokrivao današnju Indoneziju i dio Malezije, ali drugi tvrde da je njegov teritorij bio ograničen na istočnu Javu i Bali. Unatoč tome, Majapahit je postao značajna sila u regiji, održavajući redovite odnose s Kinom, Champom, Kambodžom, Annamom i Sijamom.
Zlatno doba Majapahita bilo je kratkog vijeka. Carstvo je počelo propadati nakon smrti Gajah Iako 1364., a dodatno je oslabljeno nakon smrti Hayama Wuruka 1389. Širenje islama i uspon islamskih država duž sjeverne obale Jave na kraju je doveo do ere Majapahita. do kraja u kasnom 15. ili početkom 16. stoljeća.